# James Starley
 (10 janvier 2017).
James Starley, né le 21 avril 1831 et mort le 17 juin 1881, est un inventeur anglais et le père de l'industrie du vélo. Il est l'un des constructeurs de vélos et de tricycles les plus innovants. Parmi ses inventions figurent l'engrenage différentiel et la perfectionnement de l'entraînement par chaîne de vélo.

## Biographie

### Jeunesse
James Starley, né en 1831 à Albourne dans le Sussex, est le fils de Daniel Starley, un agriculteur. Il commence à travailler sur la ferme à neuf ans, montrant ses premiers talents d'inventeur, en fabriquant un piège à rats à partir d'une déchirure d'un parapluie et d'une branche d'un saule. Adolescent, il quitte la maison et se rend à Lewisham dans le sud de Londres. Là, il travaille comme aide-jardinier, pendant son temps libre, il répare des montres et créé des dispositifs tels qu'un mécanisme permettant à un canard de passer par un trou dans une clôture, fermant une porte derrière lui si un rat essaye de le suivre.

### Vie d'adulte
Son employeur, John Penn, achète une machine à coudre rare et coûteuse. James Starley la répare lorsqu'elle tombe en panne et améliore le mécanisme. Penn connait Josiah Turner, un partenaire de Newton, Wilson and Company, les fabricants de la machine, et en 1859 Starley rejoint son usine à Holborn. Turner et Starley créé leur propre entreprise de machines à coudre à Coventry vers 1861. En 1868, le neveu de Turner fait venir un nouveau bone-shaker français dans l'usine. L'entreprise se lance dans la fabrication de bicyclettes et Coventry devient rapidement le centre de l'industrie britannique de la bicyclette.
Les vélocipèdes (cycles) ont des roues de tailles de plus en plus disparates, l'avant devenant de plus en plus grand que l'arrière. On peut citer les high-wheelers, ou penny-farthings, dont Starley fait une version avec William Hillman (en). Leur véhicule Ariel est entièrement en métal et a des roues à rayons métalliques, beaucoup plus légères que celles à rayons en bois. Les rayons tangents sont brevetés en 1874. Des tricycles à levier et à chaîne, souvent dans des configurations étranges, sont également conçus pour les femmes et les couples. 

### Vie personnelle et mort
Starley épouse Jane Todd au début de la vingtaine.